# 1991 NG1
1991 NG1 är en asteroid i huvudbältet som upptäcktes den 12 juli 1991 av den amerikanske astronomen Henry E. Holt vid Palomarobservatoriet.
Asteroiden har en diameter på ungefär 9 kilometer och den tillhör asteroidgruppen Eos.